# 545560 Fersman
545560 Fersman è un asteroide della fascia principale interna. Scoperto nel 2011, presenta un'orbita caratterizzata da un semiasse maggiore pari a 2,190108 UA e da un'eccentricità di 0,177547, inclinata di 6,292616° rispetto all'eclittica.
È dedicato a Aleksandr Evgen'evič Fersman, geologo ed esploratore russo.